# Donis Escober
Donis Salatiel Escober Izaguirre (San Ignacio, Francisco Morazán, 3 de febrero de 1981) es exfutbolista hondureño. Jugaba de portero, su primer  único y último  equipo fue el Club Deportivo Olimpia.  de Honduras y en la selección nacional. Pimpollo el orgullo de san ignacio y de la H ....

## Trayectoria
Nacido en San Ignacio, Escober se inició en el Juventud Olímpica, filial del Club Deportivo Olimpia y toda su carrera profesional la ha hecho con el Club Deportivo Olimpia.

## Selección nacional
Fue internacional con la Selección de fútbol de Honduras. Actualmente es el primer portero, ya que Noel Valladares ya no tiene las condiciones. Tuvo participación en las Clasificatorias para el Mundial de Brasil 2014, jugando ante Panamá y Canadá.
Tiene participación con Honduras en las Clasificatorias para el Mundial de Rusia 2018, jugó los dos partidos contra la Selección de fútbol de El Salvador en el empate 2-2 en San Salvador y el triunfo 2-0 en San Pedro Sula correspondiendo al 25 y 29 de marzo de 2016 respectivamente.
El 5 de mayo de 2014 se anunció que Escober había sido convocado entre los 23 jugadores que disputarán la Copa Mundial de Fútbol de 2014 en Brasil con Honduras.

### Participaciones en Copas del Mundo
| Copa Centroamericana           | Sede      | Resultado      |
| ------------------------------ | --------- | -------------- |
| Copa Mundial de Fútbol de 2010 | Sudáfrica | Fase de grupos |
| Copa Mundial de Fútbol de 2014 | Brasil    | Fase de grupos |

## Clubes
| Club                   | País     | Año         |
| ---------------------- | -------- | ----------- |
| Club Deportivo Olimpia | Honduras | 2000 - 2019 |